# 双瓣狸藻
双瓣狸藻（学名：Utricularia biloba）为狸藻属多年生陆生或水生食虫植物。其种加词“biloba”，来源于拉丁文“bi-”和“lobus”，意为“两裂，两瓣”。其为澳大利亚的特有种，分布于新南威尔士州和昆士兰州沿海地区。其通常贴水生于水深可达80厘米的池塘中。叶可长达10厘米，多丝状分支。而在浅水或暴露的潮湿沙子中，其叶短且少分支。捕虫囊通常位于地下部分。花茎分支，可长达50厘米，可具30朵花，花深紫色。花冠下唇两裂，喉凸具两个白色及黄色的条纹。